# KLAR-AM
KLAR es una estación de radio localizada en Laredo, Texas. Es más conocida como Radio Poder. Emite música religiosa y charla religiosa en español para los radio escuchas de Laredo y Nuevo Laredo.